# Ana Ángeles García
Ana Ángeles García (Madrid, 16 de febrero de 1951) es una actriz de radio y de doblaje española. 
Empezó su andadura profesional en 1969 como actriz de radionovelas en Radio Madrid (Cadena SER), de donde pasará en 1971 a Radio Juventud. En esta emisora colaboró durante dos años en el serial Simplemente María, dirigido por Teófilo Martínez.
Su primera experiencia profesional ante las cámaras fue como azafata contable del concurso Un, dos, tres... responda otra vez entre los años 1972 y 1973. Fue la primera azafata contable del programa, que haría famosa en España la frase "Han sido 5 respuestas acertadas, a 25 pesetas cada una, 125 pesetas". Posteriormente tomarían el relevo en ese puesto, y a lo largo de sucesivas etapas del programa Victoria Abril, Silvia Marsó y Lydia Bosch, entre otras.
Una vez finalizada su colaboración con Un, dos, tres, Ana Ángeles García se centró en el mundo del doblaje. Prestó su voz al personaje de Marco, en la serie De los Apeninos a los Andes, al personaje de Kelly Garret, interpretado por Jaclyn Smith en la tercera y en la cuarta temporada de la serie Los ángeles de Charlie, a Kirstie Alley, como Rebecca Howe en Cheers, al personaje protagonista de Nancy Thompson (interpretado por Heather Langenkamp) en las entregas de Pesadilla en Elm Street en que apareció, o más recientemente, haber interpretado los doblajes al español de Cindy Walsh en la serie Sensación de vivir, a Petunia Evans Dursley en la saga de Harry Potter y a Francine Smith en la serie de animación American Dad. En su larga trayectoria, ha doblado a Frances McDormand, Christine Baranski, Jane Lynch, Kirstie Alley, Fiona Shaw, Jenny Agutter, Rosanna Arquette, Jayne Atkinson, Susan Blakely, Brenda Blethyn, Joan Cusack, Beth Grant.
Su hija, Ana Esther Alborg, es también actriz de doblaje.